# Csornij Jar-i járás

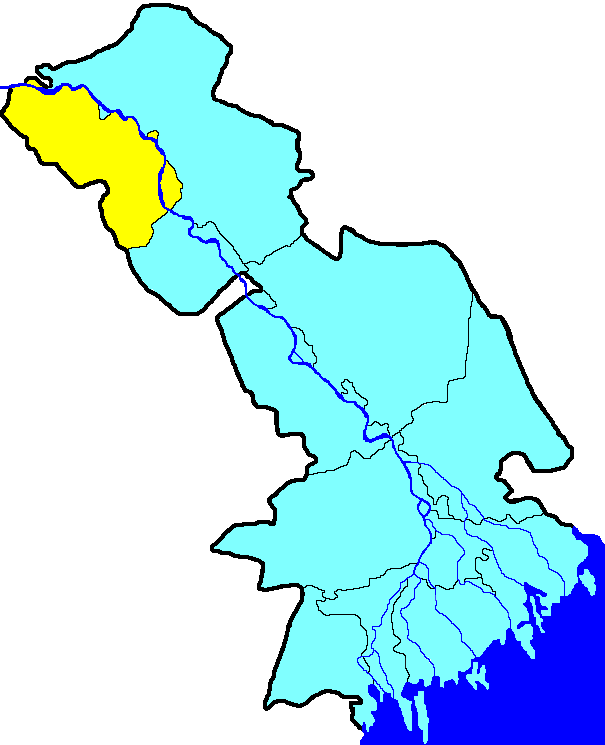
A Csornij Jar-i járás az Asztraháni területen

A Csornij Jar-i járás (oroszul Черноярский муниципальный район) Oroszország egyik járása az Asztraháni területen. Székhelye Csornij Jar.

## Népesség
- 1989-ben 20 966 lakosa volt.
- 2002-ben 21 293 lakosa volt.
- 2010-ben 20 220 lakosa volt, melyből 14 906 orosz, 1 307 dargin, 523 koreai, 436 ukrán, 346 tatár, 289 csecsen, 282 üzbég, 238 kazah, 230 török, 187 kalmük, 182 csuvas, 104 grúz, 92 örmény, 74 azeri, 64 tadzsik, 63 tabaszaran, 55 kumik, 47 mari, 39 fehérorosz, 38 német, 35 türkmén, 34 avar, 24 mordvin, 23 lak, 16 cigány, 14 lezg, 10 ingus stb.